# Pyrus pyrifolia
Espèce
Synonymes
- Pyrus serotina Rehd.[2]

Pyrus pyrifolia est un arbre fruitier du genre Pyrus (des poiriers), de la famille des Rosacées, originaire de la vallée moyenne du Yangtze en Chine. 
Domestiqué depuis l'Antiquité, objet d'un vaste brassage génétique, le poirier Pyrus pyrifolia a contribué aux ressources génétiques de la plupart des cultivars de poiriers asiatiques, chinois comme japonais et coréen. Ce poirier sauvage donnant de petits fruits roux de 2 cm de diamètre, a aujourd'hui disparu, victime de la destruction de son habitat.
Les trois groupes principaux de cultivars de poires asiatiques (poires chinoises blanches, poires chinoises sableuses et poires japonaises) dériveraient d'un même progéniteur de Pyrus pyrifolia sauvage. Les cultivars de poires chinoises blanches (baili 白梨, báilí) sont en général pyriformes mais ceux de poires chinoises sableuses (shali 沙梨, shālí), de poires japonaises (nashi 梨) et coréennes ont généralement une forme globuleuse, comme celle des pommes. Ce sont des fruits juteux, sucrés, à chair croquante. En 2017, la Chine a produit 16,5 millions de tonnes de poires asiatiques dont les cultivars principaux sont les poires chinoises blanches et sableuses. L'Union européenne n'a produit que 2,5 millions de tonnes de poires communes (P. communis).

## Étymologie et nomenclature
Le terme de latin scientifique Pyrus pyrifolia vient du latin, signifiant « poirier à feuilles de poirier ». Étrange tautologie qui n'est pas une facétie de taxonomiste mais le résultat des règles de nomenclature. 

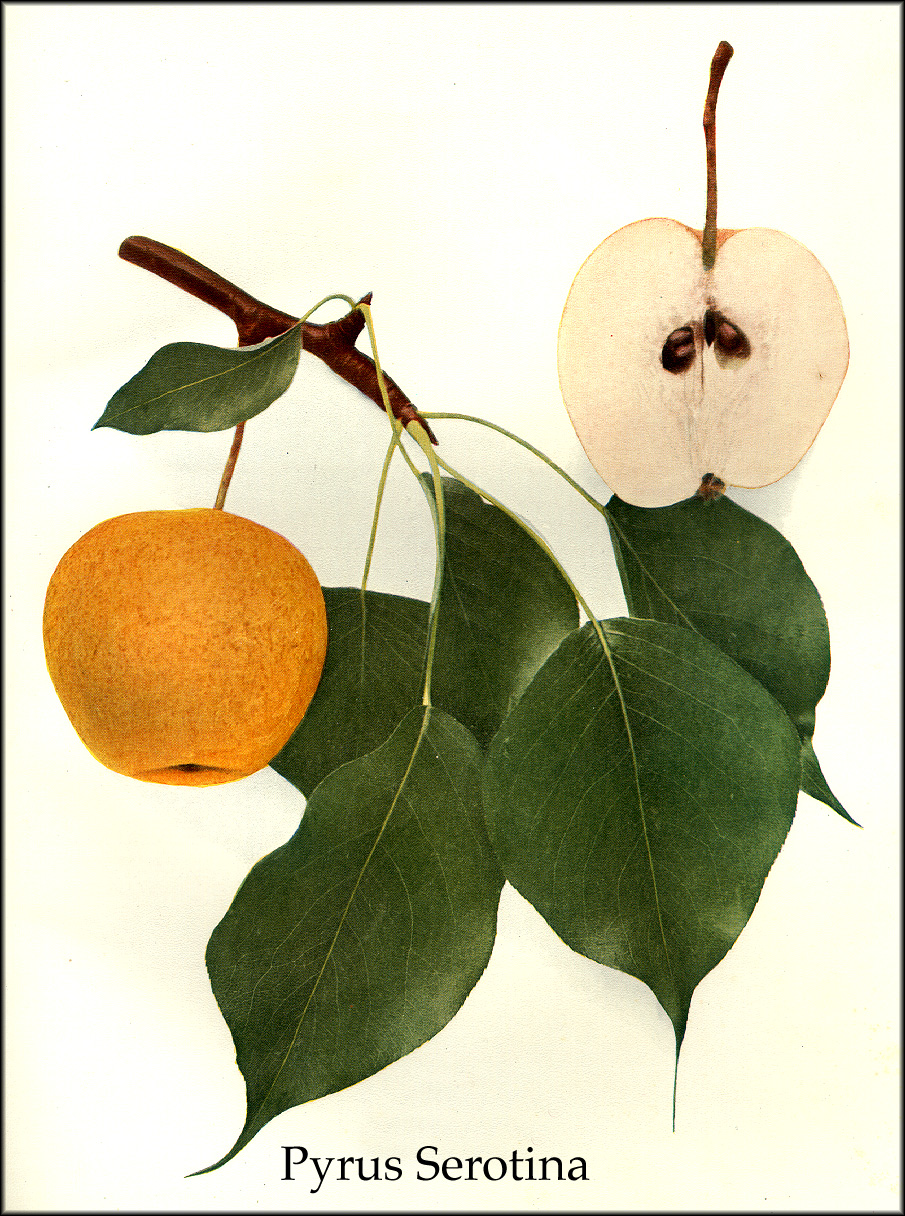
Pyrus pyrifolia (1921)

L'espèce a été décrite la première fois sous le nom de Ficus pyrifolia par le botaniste et médecin néerlandais Nicolaas Laurens Burman (1734-1793) professeur à l'université d'Amsterdam, dans la Flora Indica en 1768, sur la base d'une documentation insuffisante. En 1926, le botaniste japonais, Takenosin Nakai (1882-1952), a corrigé l'attribution de genre et l'a déplacé dans le genre Pyrus, de la sous-famille des Maloideae, arbres fruitiers à pépins, comme les pommiers, les poiriers, les cognassiers etc. 
Les synonymes sont, d'après Tropicos:
- Ficus pyrifolia Burm. f.
- Pyrus serotina Rehder

Le botaniste allemand Alfred Rehder (1863-1949), ayant migré aux États-Unis en 1898, a décrit indépendamment la même espèce, sous le nom de Pyrus serotina, en 1915 sur la base de spécimens trouvés dans le Hubei, en Chine centrale. Ce nom n'a pas été conservé en raison du principe de priorité.

## L'espèce sauvage

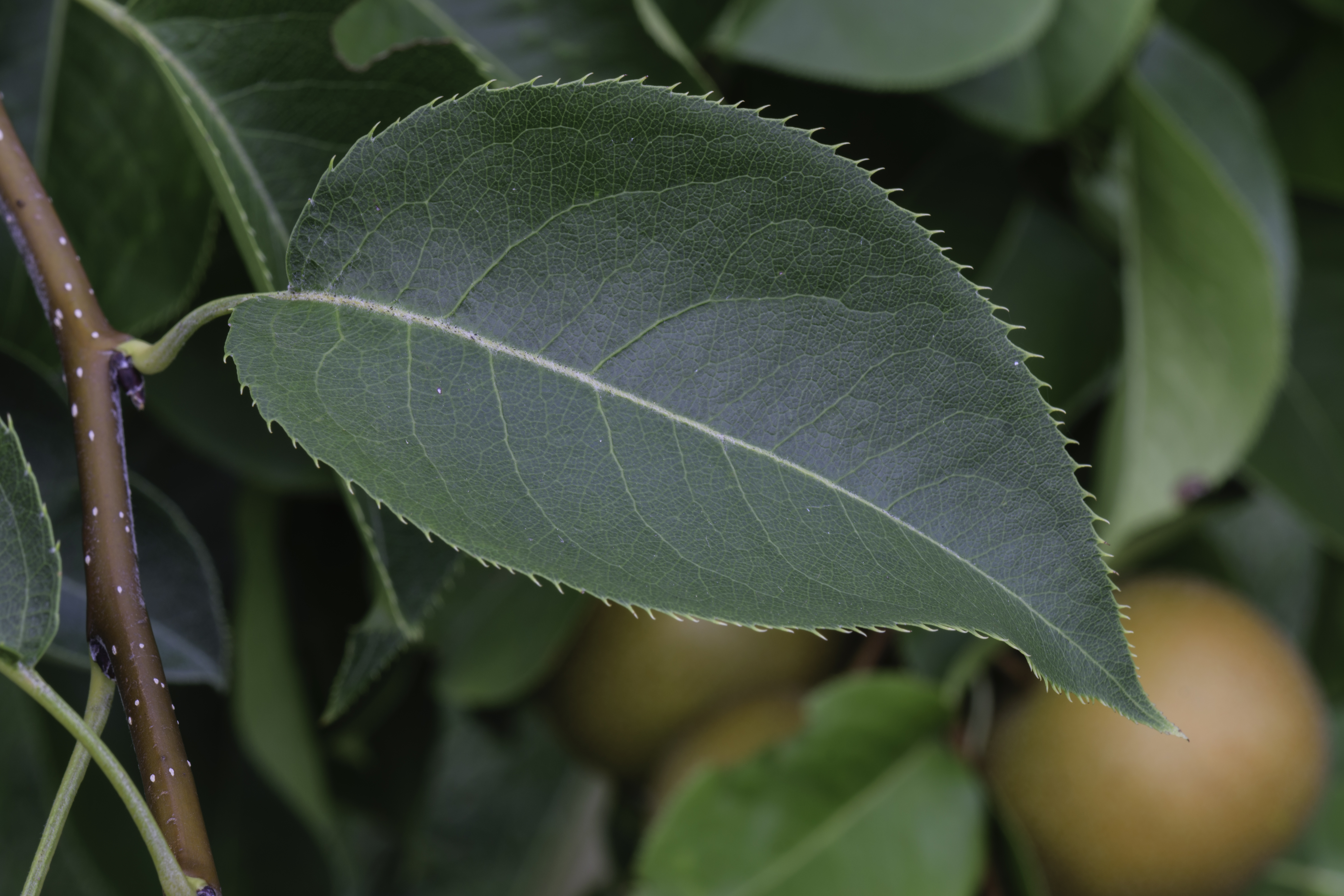
Feuilles P. pyrifolia, 'Shinko', à marge spinuleuse-dentelée

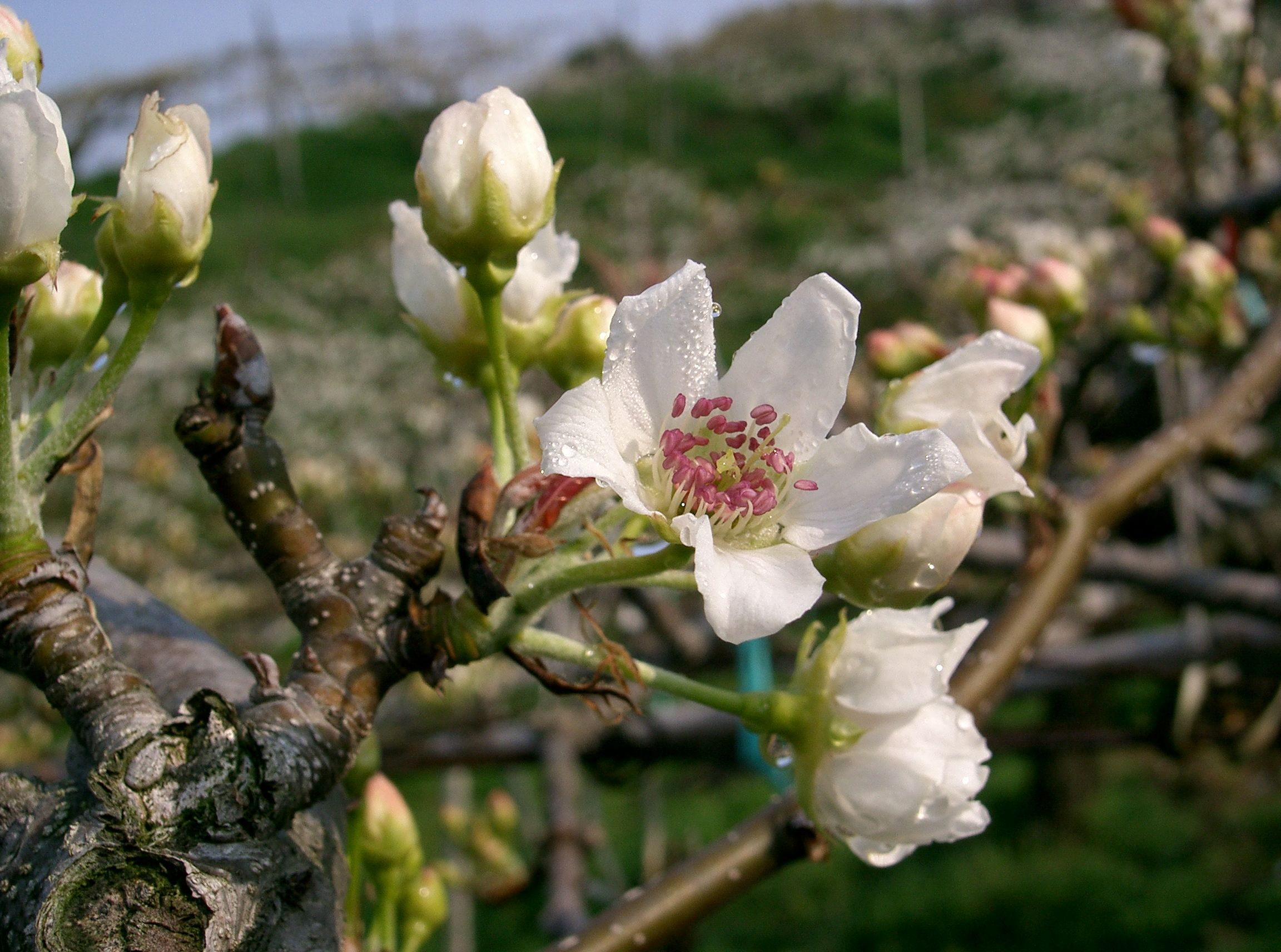
Fleurs de Nashi, typiques des Rosacées

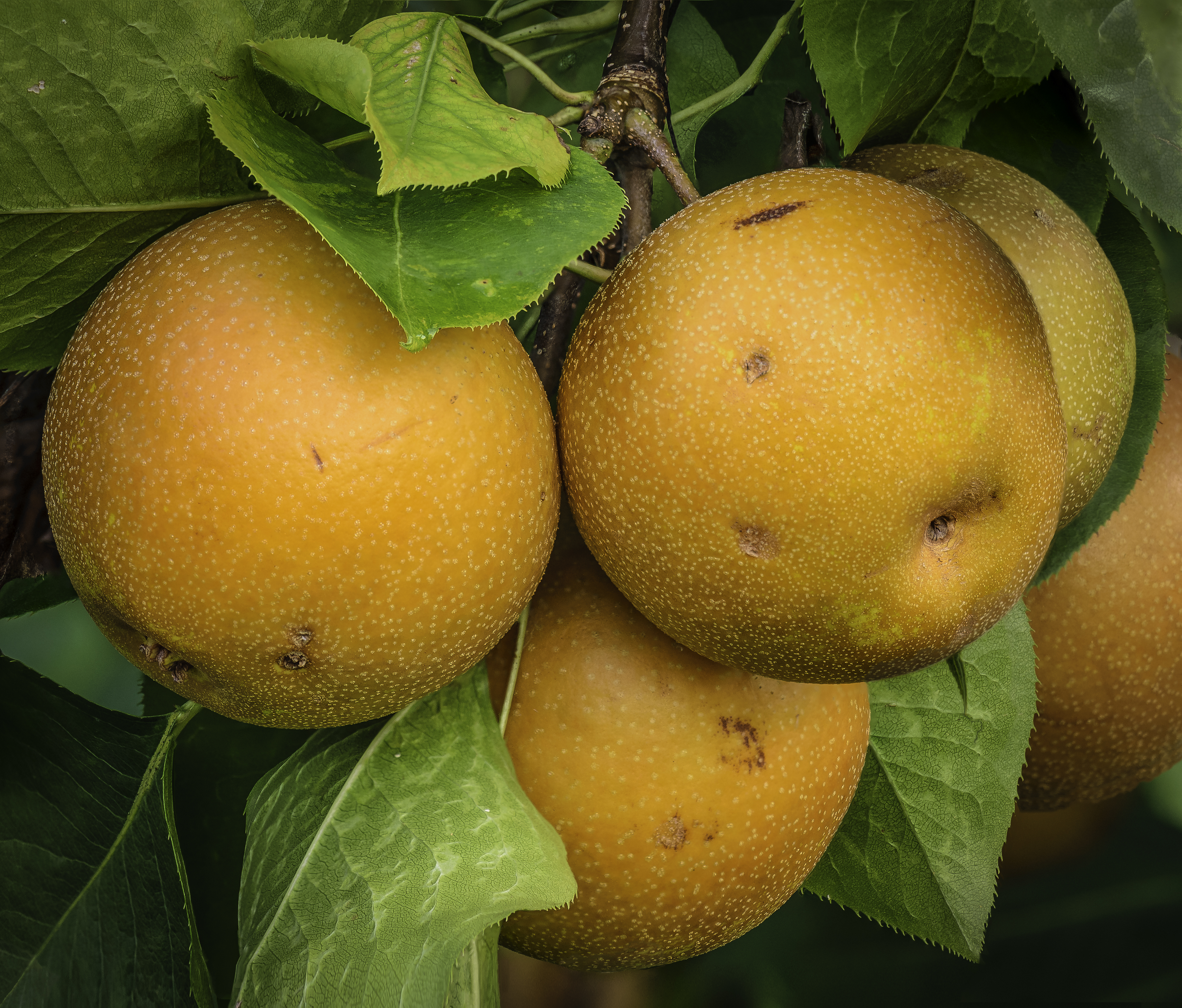
Fruits subglobuleux, jaune brunâtre, piqueté de points blancs

Pyrus pyrifolia  est un petit arbre de 7 à 15 m de haut, à feuilles caduques. Les rameaux sont brun violacé lorsqu'il sont vieux, couverts de lenticelles.
La feuille est constituée d'un pétiole de 3 à 4,5 cm, initialement tomenteux, et d'un limbe ovale-elliptique, de 7-12 × 4-6,5 cm, à base arrondie ou subcordée, à marge spinuleuse-dentelée et apex aigu.
L'inflorescence est un racème ombelliforme, portant 6 à 9 fleurs blanches. Un pédicelle de 3 à 5 cm porte une fleur de 3,5 à 5 cm de diamètre. L'hypanthe est glabre. Les 5 sépales sont triangulaires-ovales, d'environ 5 mm, marge glandulaire-denticulée, à apex acuminé. Les 5 pétales blancs, ovales, de 1,5 à 1,7 cm entourent une vingtaine d'étamines. L'ovaire possède 4 ou 5 locules, contenant chacun 2 locules. Les cinq styles libres sont presque aussi longs que les étamines.
La floraison se déroule en avril. 
Le fruit pomacé est jaune brunâtre, subglobuleux, piqueté de points blancs, de 2 à 2,5 cm de diamètre. Le fruit est pomacé, c'est-à-dire qu'il comporte à la fois une partie vrai-fruit (dérivant de l'ovaire) et une partie faux-fruit (liée à une croissance du l'hypanthe ou conceptacle). Le vrai-fruit constitue ce qu'on appelle le trognon, tandis que la partie comestible dérive du réceptacle. Le fruit sauvage est astringent, dur et granuleux. Ces granules durs sont dus à des amas de cellules pierreuses ou sclérites, remarquables par l'épaisseur de leur paroi imprégnée de lignite.
Les cultivars, nommés Pyrus pyrifolia var. Culta, regroupent les variétés sélectionnées pour leurs gros fruits, juteux et comestibles. L'analyse phylogéographique suggère que de nombreux cultivars de poiriers chinois, japonais et coréens partagent des haplotypes communs d'ADNcp (chloroplastique) et qu'ils seraient dérivés du même progéniteur de Pyrus pyrifolia en Chine.

## Distribution
La distribution d'origine de Pyrus pyrifolia se situe dans la vallée moyenne du Yangzi jiang et les régions adjacentes au sud.
Aucune population de P. pyrifolia sauvages ne subsiste encore en Chine ou au Japon, résultat probable de la destruction de l'habitat et de la surexploitation des terres.

## Les cultivars chinois, japonais et coréens
La domestication du poirier suppose que les techniques de greffage soient bien maîtrisées. Par expérience, les arboriculteurs ont en effet appris que la meilleure manière de multiplier un poirier intéressant, était d'en greffer un rameau, alors qu'en semant ses graines on pouvait retourner à l'état sauvage ou produire des fruits de piètre qualité. Le greffage permet de fixer rapidement les caractères sélectionnés découverts dans la nature.
L'origine et l'histoire évolutive des cultivars de poires originaires d'Asie orientale sont encore obscures et n'ont pas été bien éclaircies. Les textes historiques sont trop imprécis pour être exploitables et les analyses génétiques sont entravées par la disparition des dernières populations sauvages de P. pyrifolia.  
Les poiriers asiatiques cultivés ont été regroupés en cinq groupes principaux sur la base de leurs caractères morphologiques et géographiques : 
1. les poires de l'Oussouri (qiuzi li 秋子梨), PO.
2. les poires chinoises blanches (baili 白梨), PCB.
3. les poires chinoises sableuses (shali 砂梨), PCS.
4. les poires du Xinjiang (xinjiang li 新疆梨).
5. les poires japonaises (nashi), PJ (Teng et Tanabe[9], 2004).

En s'appuyant sur des analyses phylogéographiques, Yue et al. ont proposé que les trois groupes de poires asiatiques principaux (poires sableuses PCS, poires blanches PCB et poires japonaises PJ) dérivent d'un même progéniteur de Pyrus pyrifolia sauvage en Chine.
Pour Teng et Tanabe, les critères distinctifs des cultivars de poires asiatiques se présentent sous une forme raccourcie ainsi :
| Caractères distinctifs de trois classes des poiriers asiatiques cultivés |                      |                                  |                                          |              |                              |
| Classe                                                                   | Feuille              | Fruit                            | Fruit                                    | Fruit        | Fruit                        |
| Classe                                                                   | Feuille              | Peau                             | Forme                                    | Pédoncule    | Conservation                 |
| Poire chinoise blanche                                                   | ovale, largem. ovale | lisse                            | piriforme rarem. globuleuse              | gén. long    | gén. longue                  |
| Poire chinoise sableuse                                                  | largement ovale      | rousse piqueté de blanc ou lisse | globuleuse, aplatie, piriforme           | court à long | plus courte que le précédent |
| Poire japonaise                                                          | ovale                | rousse piqueté de blanc ou lisse | aplatie, globuleuse, piriforme, oblongue | court à long | gén. courte                  |

### Les poires chinoises sableuses et blanches

#### Poires chinoises blanches

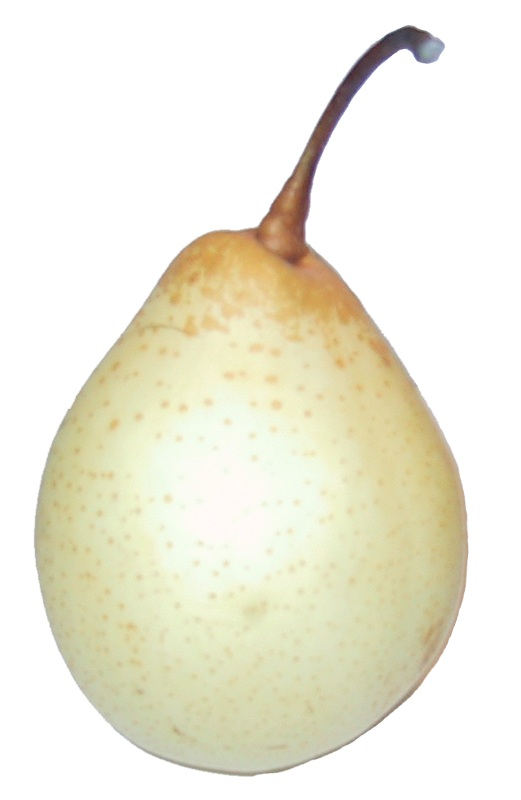
Yali 鸭梨,
poire chinoise blanche

Les cultivars de poires chinoises blanches PCB (baili), sont les plus cultivés en Chine et occupent une place majeure dans le commerce des poires chinoises.
Les cultivars baili 白梨 « poiriers blancs » sont de petits arbres fruitiers de 5 à 8 m de haut, aux feuilles ovales portées par des pétioles densément tomenteux à l'état jeune. Les fruits sont jaune pâle, ovoïdes ou subglobuleux, piqueté de points blancs. La floraison a lieu en avril et la fructification en août-septembre[réf. nécessaire]. Les poires baili ont une peau fine, une chair délicate, croquante, juteuse, douce et rafraîchissante.
Beaucoup de chercheurs japonais ont assigné ces cultivars à Pyrus ussuriensis, les poiriers de l'Oussouri. Les chercheurs chinois n'ont jamais accepté cette nomenclature et préfèrent les rapporter à Pyrus bretschneideri Rehder.  Dans la province du Hebei, on trouve la variété yali (鸭梨, « poire-canard » (le pédoncule allongé comme une tête de canard)  ainsi que mili 蜜梨, xuehuali 雪花梨, « poire-flocon de neige », xiangyali 象牙梨, « poire-défense d'éléphant », qiubaili 秋白梨, « poire-automne-blanc », ainsi que d'autres variétés dans les provinces du Shandong et du Shanxi[réf. nécessaire]. Leur zone de culture se trouvent entre les poires de l'Oussouri au nord et les poires chinoises sableuses PCS, plus au sud, dans la vallée moyenne du Yangzi jiang.
L'étude génétique des rétrotransposons indique que les cultivars de poires chinoises blanches du nord de la Chine provenaient d'un pool de gènes différent de celui des poires chinoises blanches du sud-ouest de la Chine et des poires japonaises, ce qui suggère que dans le nord de la Chine, l'introgression de gènes est passée de P. ussuriensis à P. pyrifolia alors que dans le sud-ouest de la Chine c'est à partir de P. pashia vers P. pyrifolia.

#### Poires chinoises sableuses

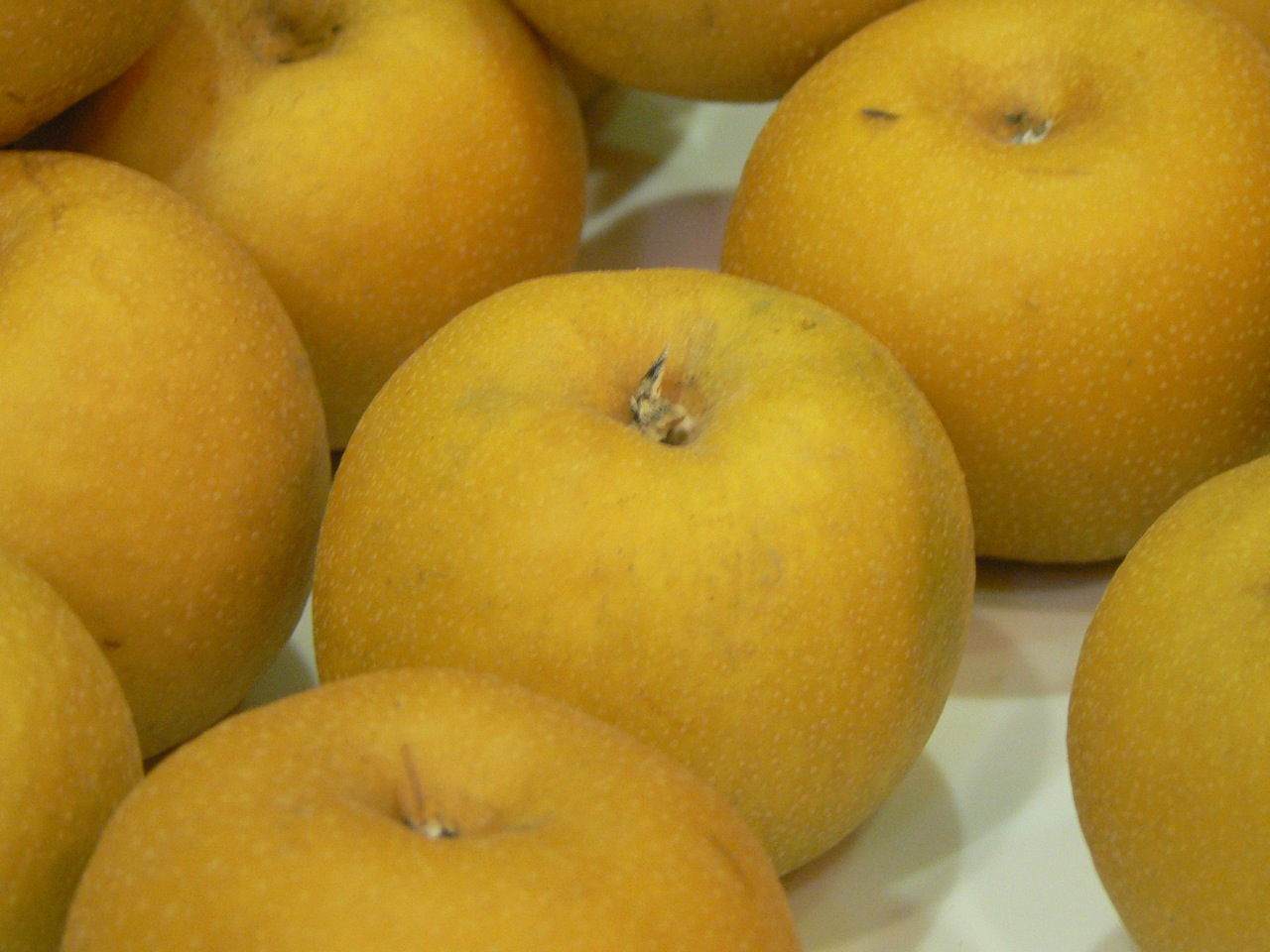
Poires chinoises sableuses ou
poire-pomme

Les cultivars shali 沙梨 « poires sableuses » sont aussi appelés shuili 水梨, « poires aqueuses », pingguoli 苹果梨, « poires-pommes ».
Les shali sont des arbres de 7 à 15 m de haut. Les feuilles sont de forme ovales-elliptiques, à marge dentée-serretée. Les fleurs blanches donnent des fruits subglobuleux comme des pommes, brun clair piqueté de points blancs, la chair blanche est croquante, juteuse, et granuleuse près du centre. La floraison a lieu en avril, la fructification en août[réf. nécessaire]. 
Les cultivars de poires chinoises sableuses PCS (shali), sont cultivés en Chine centrale et du sud, dans la vallée du Fleuve bleu là où poussait l'espèce sauvage Pyrus pyrifolia, aujourd'hui disparue. Le nom de « sableux » vient de la texture granuleuse, pierreuse, sableuse, de la chair autour du centre, constituant le vrai-fruit (ou trognon). Autres cultivars apparentés: xiaoxiangshanli 小香山梨, « Poire du mont Xiaoxiang », mali 麻梨, « poire sésame », balixiang 八里香, « poire de huit lieux », huagai 花盖, « périgone » etc.[réf. nécessaire]. Ces poires sont apparentées aux poires de Corée, du Japon et de Taïwan[réf. nécessaire].

#### Poires japonaises, nashi

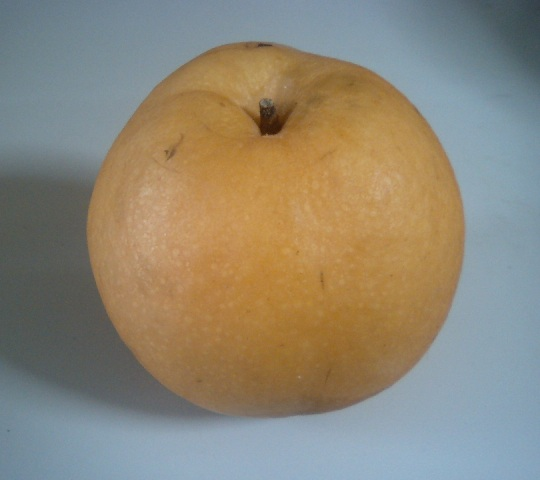
Nashi (shinko)

Le poirier japonais est un arbre pouvant atteindre 15 m de haut. Les feuilles de 12 cm de long, sont ovales, avec une marge dentée-serretée. Le fruit subglobuleux qui ressemble à une grosse pomme est beige ou jaune verdâtre. La chair est blanche, croquante, pleine de jus. Autour de la partie centrale constituée du vrai-fruit (ou trognon) se trouve une zone à texture granuleuse. On y peut observer des amas de cellules pierreuses ou sclérites, remarquables par l'épaisseur de leur paroi imprégnée de lignite.
Les poires japonaises sont habituellement considérées comme apparentées aux poires chinoises sableuses, dérivées du progéniteur sauvage P. pyrifolia. Certains chercheurs japonais, comme Kikuchi, ont d'abord situé la zone de P. pyrifolia sauvage au Japon. Mais jusqu'à maintenant ces populations sauvages n'ont pas été trouvées. D'autres chercheurs ont suggéré que les cultivars de poires japonaises pourraient avoir été introduit de la Chine ancienne. En raison des affinités génétiques des poiriers japonais avec les poiriers des provinces côtières de la Chine (Zhejiang), plusieurs équipes de chercheurs ont proposé que le Zhejiang soit la zone d'origine des cultivars de poires japonaises.
En 2017, selon FAOSTAT, le Japon a produit 274 500 tonnes de poires.

#### Poires coréennes

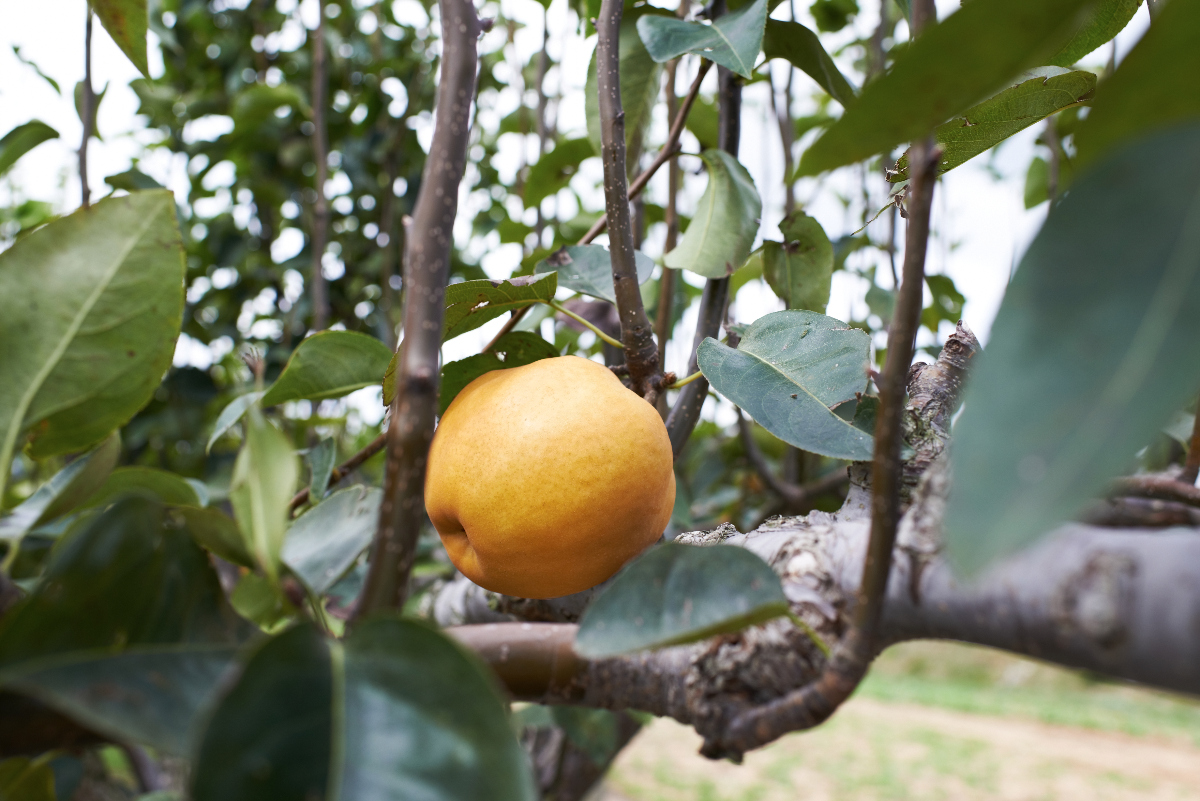
Poirier coréen cultivé

L'arbre est semblable au nashi japonais. Il est cultivé dans toute la Corée. Il donne de gros fruits juteux et croquants, d'un poids d'environ 500 g. 

## Liste de variétés et cultivars
Selon BioLib (29 décembre 2019) :
- variété Pyrus pyrifolia var. culta (Mak.) Nakai
- cultivar Pyrus pyrifolia 'Chojuro'
- cultivar Pyrus pyrifolia 'Hosui'
- cultivar Pyrus pyrifolia 'Hwangkeum'
- cultivar Pyrus pyrifolia 'Imamuraaki'
- cultivar Pyrus pyrifolia 'Kosui'
- cultivar Pyrus pyrifolia 'Niitaka'
- cultivar Pyrus pyrifolia 'Nijisseiki'
- cultivar Pyrus pyrifolia 'Okusankichi'
- cultivar Pyrus pyrifolia 'Raja'
- cultivar Pyrus pyrifolia 'Shinko'